# Poemat o czasie zastygłym
Poemat o czasie zastygłym – debiutancki tom poetycki Czesława Miłosza wydany w 1933.
Pod względem programowym tom bliski jest założeniom grupy Żagary i katastrofizmowi. Obecne są w nim także wpływy Awangardy Krakowskiej. Tom składa się z kilkunastu wierszy, zbliżonych do poematu prozą. Utwory podejmują tematykę społeczną i polityczną, m.in. kapitalistyczne mechanizmy rządzące światem, zagrożenia dla świata. Tom ukazał się w Wilnie nakładem Koła Polonistów Uniwersytetu Wileńskiego.